# Särskilt boende
Särskilt boende är i Sverige det gemensamma namnet för flera kommunala boendeformer, som har anpassats för exempelvis äldre med stort behov av omsorg. Dessa boendeformer ser olika ut i olika kommuner. Till de särskilda boendeformerna hör äldreboende, servicehus, gruppbostäder och de sjukhem som överfördes från landstingen i samband med Ädelreformen 1992, då äldrevården kommunaliserades. 
Plats inom särskilt boende kan erhållas efter ansökan till kommunens biståndshandläggare. Ansökan görs enligt LSS (lag om stöd och service till vissa funktionshindrade) eller SoL (socialtjänstlagen) och avslag kan överklagas till förvaltningsrätten. För att en person ska beviljas särskilt boende enligt SoL krävs att en skälig levnadsnivå inte kan uppnås i hemmet genom insatser av hemtjänsten.
Den äldre hyr en lägenhet inom boendet och använder egna möbler, vilket gör att bostadstillägg utbetalas enligt gällande regler. Mat och omsorg betalas separat. Dygnet runt finns personal tillgänglig och kommunen ansvarar upp till sjuksköterskenivå för de boendes hälsa. Distriktsläkare gör regelbundna besök. I anknytning till särskilda boenden finns ofta samlingspunkter där även andra än de boende kommer för att äta i restaurang och delta i aktiviteter. 
Bristande tillgång till läkare i särskilda boenden, och även inom hemsjukvården, har uppmärksammats vid olika tillfällen under åren, inte minst i samband med Coronavirusutbrottet 2020–2021 i Sverige.
Kammarrätten avgjorde i april 2006 ett ärende, där länsstyrelsen i Stockholm motsatt sig ett privat vårdföretags önskan att i viss utsträckning ersätta nattpersonal med ett larmsystem baserat på rörelsedetektorer. Domen utföll till vårdföretagets fördel.

## Parbogaranti
1 november 2012 infördes i Sverige, parbogaranti, vilket innebär rätt till sammanboende även när vårdbehoven skiljer. Den friskare parten i ett förhållande kan bo med sin make eller sambo på ett särskilt boende, dock utan insatser av personalen.